# Ángel Serrano de Nicolás
Ángel Serrano de Nicolás (Anguita, Guadalajara, 1958) es un jurista español, Doctor en Derecho y Notario de Barcelona. 

## Información Académica
Notario de Barcelona, lo fue antes de San Adrián del Besós y de Caldas de Estrach, su primer destino. Se licenció en Derecho en el año 1980, por la Universidad de Barcelona. Bajo la dirección del Doctor Francisco Rivero Hernández, Catedrático de Derecho Civil de la propia Universidad de Barcelona, realizó su tesis "El usufructo con facultad de disposición en el Derecho español ", con la que obtuvo, en 2005, la calificación de sobresaliente cum laude por unanimidad. Con anterioridad, su tesina versó acerca de "Los elementos comunes en la propiedad horizontal (aspectos jurídico reales) ", siendo dirigida también por el Dr. Francisco Rivero Hernández, obteniendo la nota de sobresaliente por unanimidad. 
Compagina su labor notarial con la enseñanza, habiendo dado clases en la Universidad de Barcelona, en la Universidad Ramon Llull-Esade, en la Universidad Internacional de Cataluña, en la Universidad Abierta de Cataluña (UOC), en la Universidad Autónoma de Barcelona (Profesor asociado), así como en el Instituto de Educación Continuada (iDEC) de la Universidad Pompeu Fabra de Barcelona, siendo, actualmente, profesor asociado en la propia universidad. Es profesor en la Maestría de Derecho Notarial y Registral de la Universidad Señor de Sipán.

## Selección de su obra
Sus escritos abordan múltiples materias de Derecho Privado, destacando sus investigaciones en sede de: derecho de obligaciones y contratos, propiedad horizontal, derecho de familia y empresa familiar, derecho de sucesiones y derecho civil de Cataluña. Buena parte de sus escritos han sido publicados en países de Iberoamérica como México Perú, Colombia, Argentina o Chile
Entre ellas destacan, por citar algunas:
- Serrano de Nicolás, Ángel (1998). Los arrendamientos de viviendas de protección oficial según la nueva legislación. Cedecs. ISBN 84-95027-01-1.

- su estudio sobre el "trust y el derecho de sucesiones", en "El Trust en el derecho civil" / coord. por Esther Arroyo i Amayuelas, 2007, ISBN 84-9790-341-2, págs. 59-96.

- su estudio obre la implantación en Cataluña y en el resto de España de los pactos en previsión de una ruptura matrimonial: "Los pactos en previsión de una ruptura matrimonial en el Código Civil de Cataluña" en "El nuevo derecho de la persona y de la familia: (libro segundo del Código Civil de Cataluña)" / Reyes Barrada Orellana (aut.), Martín Garrido Melero (aut.), Sergio Nasarre Aznar (aut.), 2011, ISBN 978-84-9790-841-2, págs. 327-400

- su artículo sobre el "Régimen jurídico de la hipoteca inversa", publicado en Revista de derecho privado, ISSN 0034-7922, Año nº 92, Mes 2, 2008, págs. 33-61.[10]

- o su artículo sobre el "Fuerza mayor y cláusula rebus sic stantibus entre la imposibilidad sobrevenida y la excesiva onerosidad por el confinamiento derivado del Covid-19.", publicado en Diario La Ley, ISSN 1989-6913, Nº 9620, Sección Tribuna, 24 de abril de 2020, Wolters Kluwer[11]

Ha dado numerosas conferencias y cursos en diferentes instituciones nacionales e internacionales, pudiendo citar, como algunas de las más relevantes:
- en el Colegio de Notarios de Jalisco, diciembre de 2004.
- ponente en el Congreso Notarial Español con motivo de los actos conmemorativos del 150 Aniversario de la Ley del Notariado (Madrid, 28 de mayo de 2012).[12]
- ponente en el Curso sobre "El derecho de defensa del deudor hipotecario" organizado por la Asociación Libre de Abogados (Madrid, noviembre de 2014).
- ponente en el "II Congreso Nacional sobre el Presente y Futuro del Mercado Hipotecario (La Segunda Oportunidad para Consumidores y Empresarios)", Granada, 8 de abril de 2015.
- ponente en las Jornadas del Consejo General del Poder Judicial y Consejo General del Notariado, de 23 de marzo de 2015, con el tema: "La escritura en la contratación en masa y su valor en el proceso. Control judicial y ámbito de control notarial sobre cláusulas abusivas", junto al Magistrado, Presidente de la Sala Civil del Tribunal Supremo, Francisco Marín Castán.[13]
- ponente en el Congreso Aranzadi de Jurisdicción Voluntaria (Madrid, diciembre de 2015).
- En agosto de 2023 dio conferencias en la Facultad de Derecho de la Pontificia Universidad Católica del Perú ("El divorcio notarial y los pactos en previsión de ruptura",[14] en la Universidad Autónoma de Perú y en el Colegio Notarial de Ancash

## Condecoraciones
- Cruz Distinguida de Primera Clase de la Orden de San Raimundo de Peñafort[15]

## Premios
- Premio ICAB a la Segunda Oportunidad, entregado el día 17 de noviembre de 2021, por el Colegio de Abogados de Barcelona (ICAB), en el marco del 1er Congreso Europeo sobre Segunda Oportunidad, por su papel en dar a conocer este mecanismo.[16]

## Cargos más relevantes
- Académico correspondiente de la Real Academia de Jurisprudencia y Legislación.
- Miembro de la Academia de Jurisprudencia y Legislación de Cataluña[17].
- Desde 2010 hasta 2025 fue el director de la revista, del Colegio de Notarios de Cataluña, La Notaria (fundada en 1858).
- Director de la colección jurídica Notariado hoy, iniciada en el 2008, editada por Bosch.
- Miembro del Comité Directivo de la Biblioteca “Observatorio de Derecho civil”, de Motivensa Editora Jurídica, Lima-Perú, junto con Luigi Moccia, Pier Giuseppe Monateri, Alessandro Somma, Salvatore Patti, Antonino Procida Mirabelli di Lauro y Martín Ebers.
- Miembro del Comité Directivo del Volumen “Estudios de Derecho Civil”, de Motivensa Editora Jurídica, Lima-Perú, junto con Luigi Moccia, Pier Giuseppe Monateri, Alessandro Somma, Salvatore Patti, Antonino Procida Mirabelli di Lauro y Martín Ebers.
- Notario-Bibliotecario del Colegio Notarial de Cataluña.
- Miembro de las comisiones creadas en el Colegio Notarial de Cataluña para elaborar los informes a los anteproyectos de reforma del Ll-IV Successions y Ll-II Persona i Familia, de Catalunya, 2006.
- Representante del Colegio Notarial de Cataluña en el VIII Encuentro Internacional de Juristas, “La globalización y la homogeneización del derecho”, dentro de la XVIII Feria Internacional del Libro 2004, celebrada en la Universidad de Guadalajara (Jalisco-México), 3 de diciembre de 2004, en la que fue invitada de honor “La cultura catalana”.
- Representante del Colegio Notarial de Cataluña en la Comisión de Urbanismo de Cataluña.
- Representante del Colegio Notarial de Cataluña en la Comissió desjudicialització, constituida en el Centre d’Estudis Jurídics i Formació Especialitzada – Generalidad de Catalunya (JUS/3644/2009, de 15 de desembre / DOGC de 23 de diciembre de 2009, per la qual es crea la Comissió de treball d'assessorament sobre desjudicialització en l'àmbit civil).

- Vocal en la Comisión General de Codificación de la Generalidad de Cataluña - sección de Harmonitzación (Resolución JUS/307/2012, de 23 de febrero, de nombramiento de miembros del Pleno y de las secciones de la Comisión de Codificación de Cataluña).

- Miembro del Comité Científico de la Revista Catalana de Dret Privat. ISSN 1695-5633

- Miembro del Comité Editorial de la Revista PAAKAT: Revista de Tecnología y Sociedad de la Universidad de Guadalajara (México), ISSN 2007-3607

- Miembro del Consejo de Redacción de la Revista Internacional de Derecho y Gestión del Deporte (International Journal of Sports Law & Management - www.amdeged.es/revista) - ISSN 1989-256X

- Presidente de uno de los dos Tribunales en la Oposición Libre para la obtención del título de Notario (Barcelona, 2023-2024)[18]